# 콘돔
콘돔(영어: condom)은 기본적으론 성교 중에 임신이나 성병(임질, 매독 등) 감염을 막기 위해 흔히 쓰이는 피임 도구로서, 신축성이 있는 천연고무인 라텍스나 폴리우레탄 등의 재질로 만들어진 박막의 주머니 역할을 하는 보건 위생 용품이다. 성교시 콘돔을 발기된 음경 위에 끼워 사정을 하더라도 콘돔 안에 정액이 고여, 물리적으로 정자가 질에 도달하지 못하도록 차단하여 피임한다. 또한 성병의 예방에도 어느 정도 효과가 있기 때문에, 세계 보건 기구와 일본 후생노동성에서는 에이즈 대책의 일환으로서 콘돔의 사용을 권고하고 있다. 남성용 콘돔은 값싸고 쓰기 쉽고 부작용이 적으며 성 질환을 막을 수도 있는 효과적인 피임 방법이다.
콘돔은 최소 400여년 전부터 쓰였다. 19세기 이래 콘돔은 전 세계적으로 널리 쓰이는 피임 도구이다. 오늘날에는 콘돔은 보건 위생 용품으로 엄연히 분류되므로, 성교육 수업 시 콘돔 이용 방법의 교육이 중요한 과정으로 적용된다. 콘돔에 대한 부정적인 입장이 있기도 하다. 특히 가톨릭교회에서는 콘돔을 이용하는 것 자체를 윤리적으로 용납할 수 없는 행위로 간주하고 있다.

## 역사

### 19세기 이전

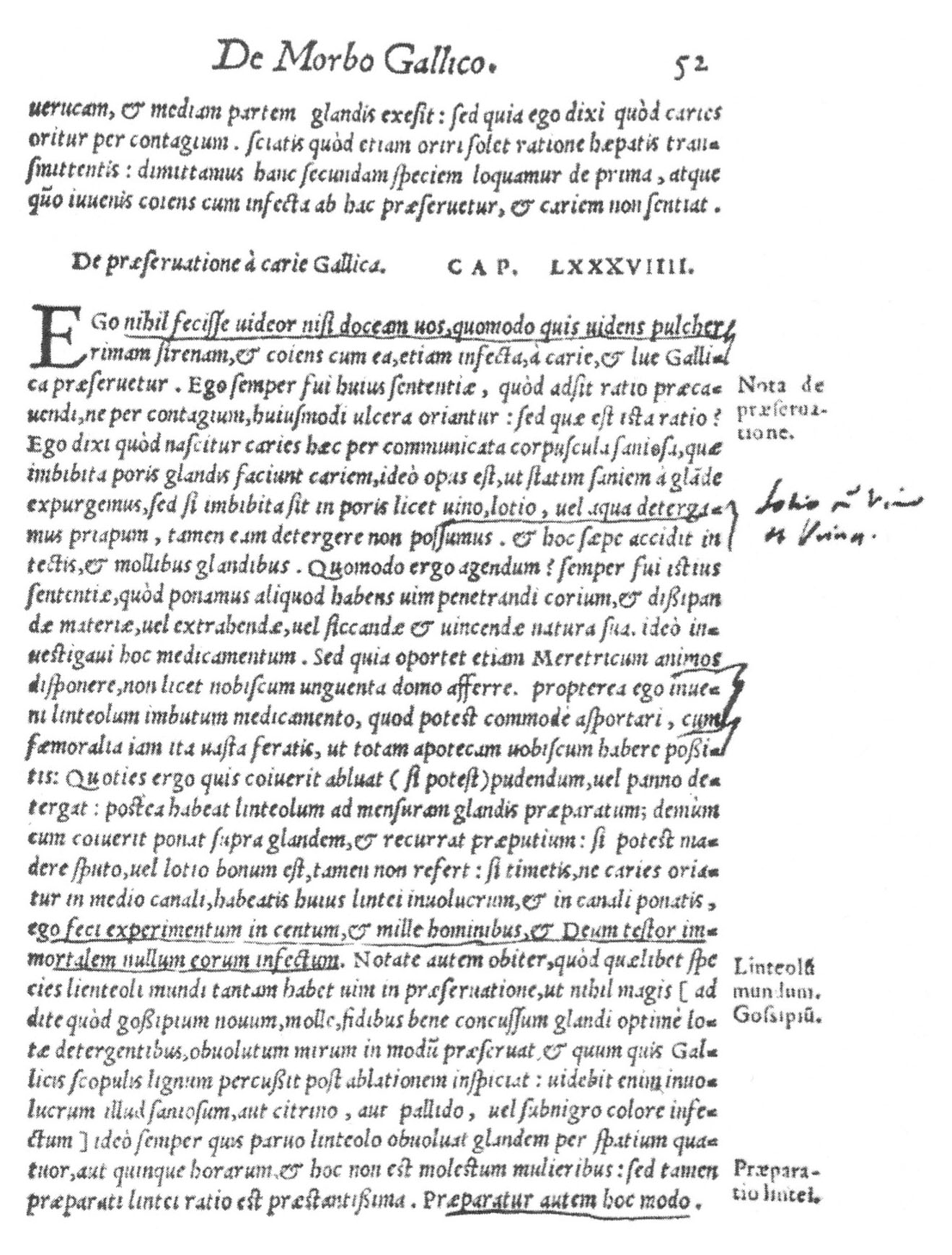
《프랑스병(De Morbo Gallico)》의 페이지, Gabriele Falloppio's treatise on syphilis. 1564년에 출판된 이 문서는 최초로 사용된 것으로 여겨지는 콘돔에 대하여 기술하고 있다.

고대 문명에서 콘돔이 쓰였는지는 고고학자와 역사학자들의 쟁점이다. 고대 이집트, 그리스, 로마에서는 임신 방지는 보통 여성의 책임으로 여겨졌으며, 피임 방식도 여성용 도구에 관한 것만 제대로 기록이 남아있다. 15세기 이전에 아시아에서도 귀두에만 씌우는 콘돔을 썼다는 기록이 있다. 콘돔은 피임을 위해 이용한 것으로 보이며, 상층 계급 사람들만 알고 있었다. 중국에서는 기름을 바른 비단 종이나 염소 내장으로 귀두 콘돔을 만들었던 것으로 보이며, 일본의 경우 거북이 등껍데기나 동물의 뿔로 콘돔을 만들었다.
16세기 이탈리아에서 가브리엘레 팔로피오는 매독에 대한 기록을 남겼다. 매독은 1490년대에 유럽에 처음으로 나타났는데, 이 최초의 기록에서 매독은 심각한 질환을 유발하고 감염된 지 몇 달 만에 환자가 죽는 경우가 많다고 써 있다. 팔로피오의 기록은 명백히 처음으로 콘돔 사용에 대해 기술한다. 아마포 포피를 화학 물질에 담갔다가 쓰기 전에 말려둔다는 것이다. 팔로피오는 콘돔은 음경의 귀두를 덮는 정도의 크기로서, 리본으로 고정시킨다고 썼다. 그는 아마포 포피 콘돔을 실험해보니 매독 방지 효과가 입증되었다고 주장했다.
이후 음경을 덮어서 질병을 방지하는 방식이 유럽 전역의 여러 문헌에서 나타난다. 이러한 도구를 질병 방지가 아닌 출산 통제용으로 썼다는 첫 기록은 1605년 가톨릭 신학자 레오나르두스 레시우스(Leonardus Lessius)가 쓴 신학서 '정의와 법에 관하여'(De iustitia et iure)인데, 여기서 레시우스는 콘돔을 부도덕한 것으로 비난한다. 1666년에 영국의 출산율 위원회에서는 당대 출산율 저하를 놓고 '콘돈'(condons) 지적했는데, '콘돔'이라는 낱말(혹은 이와 비슷한 낱말)을 쓴 첫 기록이다.

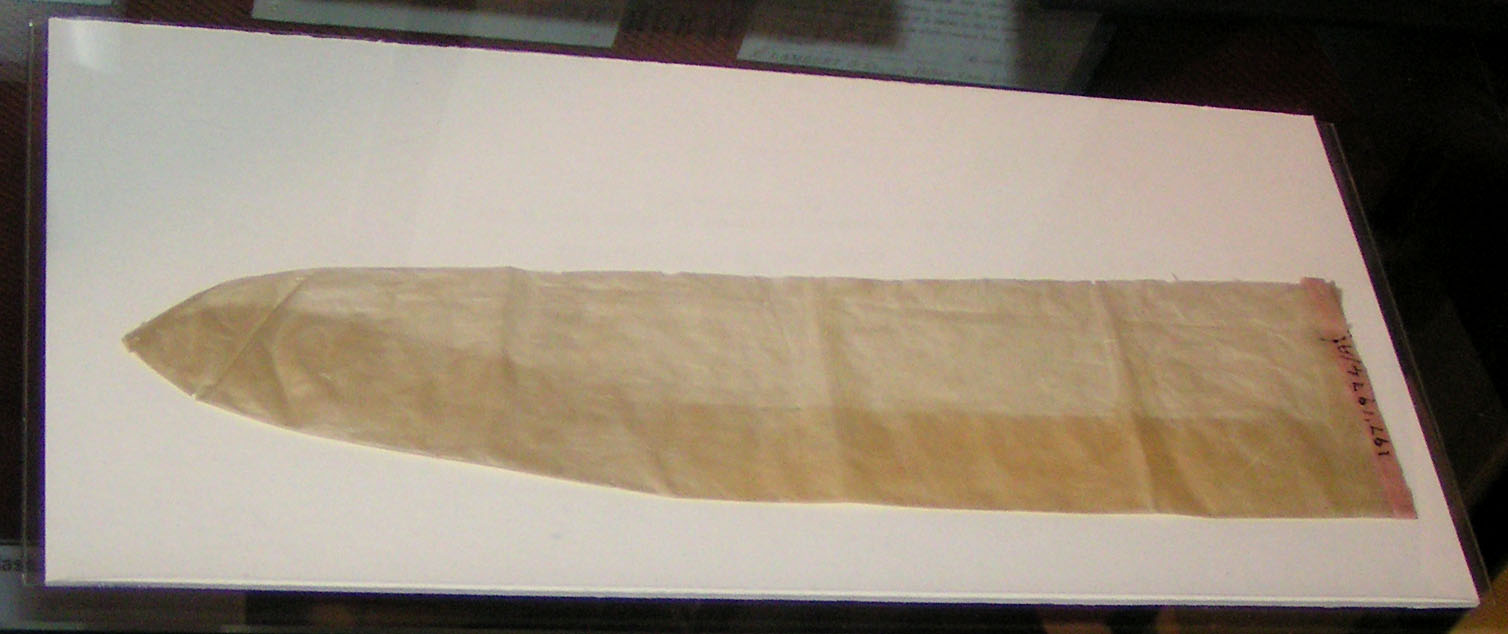
염소의 장으로 만든 콘돔.

르네상스 시대에 콘돔은 아마포 뿐 아니라 내장이나 방광으로도 만들었다. 15세기 말에 네덜란드 상인들은 '감촉이 고운 가죽'으로 만든 콘돔을 일본에 들여왔다. 이전에 쓰이는 뿔 콘돔과 달리 이 가죽 콘돔은 음경 전체를 덮었다.

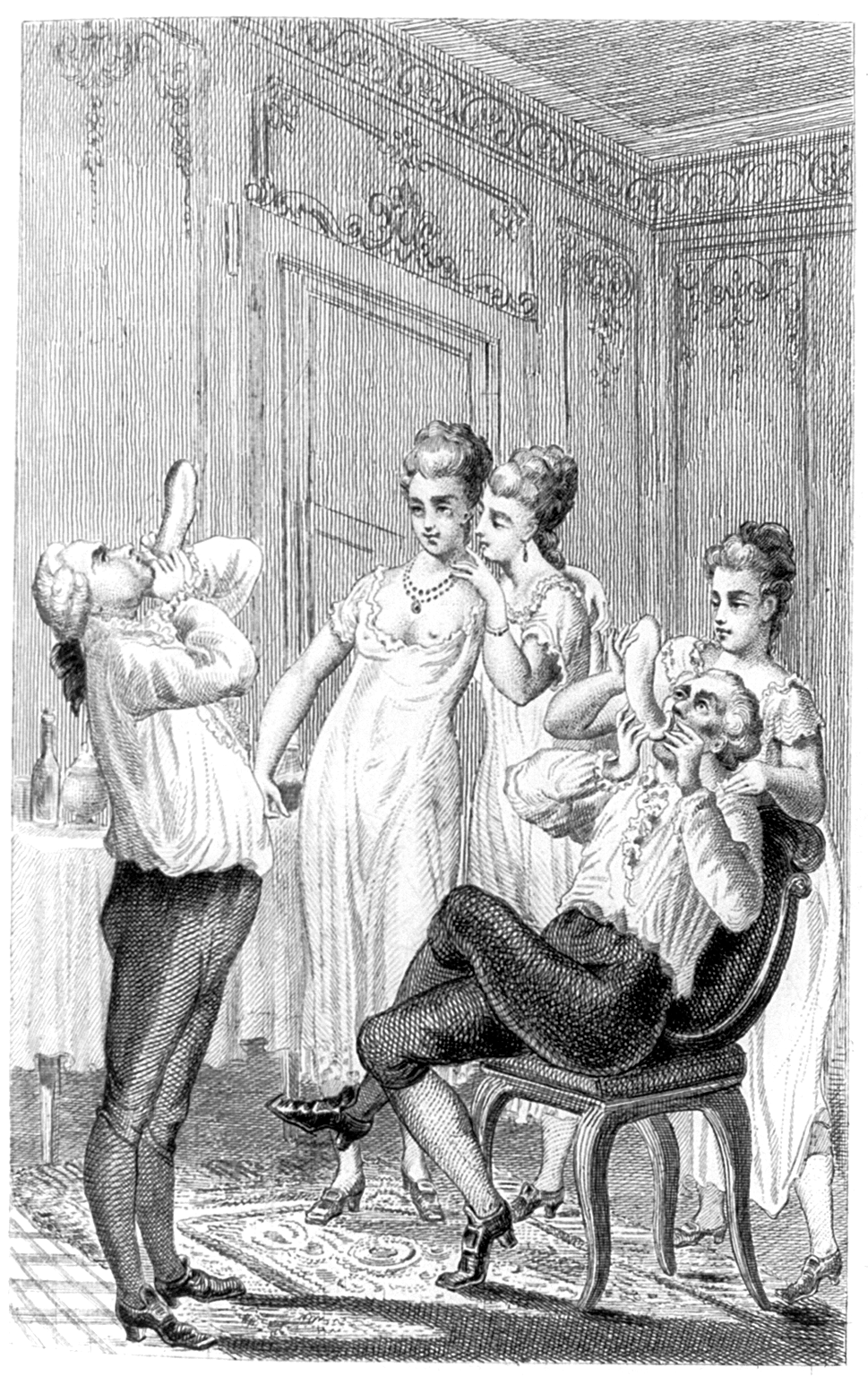
자코모 카사노바가 손수 만든 콘돔을 터지거나 찢어짐 등의 이상이 없는지 테스트하고 있다.

18세기에 카사노바는 자신의 정부를 임신시키지 않기 위해 '안전 두겁'을 사용했다고 한다.
적어도 18세기까지 콘돔 사용은 법계, 종교계, 의학계 일부에서 오늘날과 마찬가지 이유로 반대를 받았다. 콘돔은 임신 가능성을 줄이므로 이는 부도덕하거나 국가에 해로운 일이며, 성 질환을 완전히 방지할 수는 없는데 그 보호 효과를 믿는 사람들이 난교를 일삼게 되며, 불편하고 비싸고, 성감이 떨어지기 때문에 항상 쓸 수는 없다는 이유였다.
이렇듯 콘돔은 일부의 반대를 받기도 했지만, 콘돔 시장은 급속하게 성장한다. 18세기에 이르면 콘돔은 다양한 종류와 크기로 나오며, 화학 물질로 처리한 아마포 뿐 아니라 황이나 잿물로 처리해 부드러워진 방광이나 내장으로 만들기도 했다. 콘돔은 유럽과 러시아 전역의 술집, 이발소, 약국, 좌판, 극장에서 팔렸다. 나중에 미국에도 콘돔이 전해졌으나, 중상류 계층에서만 널리 쓰였는데 콘돔이 비싼데다 성 교육이 이뤄지지 않은 탓이었다.

## 외형
콘돔은 라텍스나, 폴리우레탄 등의 재질로 된 발기된 음경의 굵기의 박막의 주머니로써, 최초로 시판된 콘돔은 천연고무인 라텍스로 만들어졌지만, 폴리우레탄이라는 합성섬유가 개발되면서, 폴리우레탄으로 된 콘돔이 만들어지기 시작했다. 폴리우레탄 콘돔은 라텍스 특유의 냄새와 알레르기 반응이 없으며, 비교적 얇게 만들 수 있으며, 남성 쪽의 성감이 다소 저하된다는 단점을 어느 정도 보완할 수 있으며, 열 전도율이 라텍스보다 비교적 높아 상대의 체온이 느껴지는 이점이 있어, 현재는 라텍스 콘돔보다는 폴리우레탄 콘돔이 더 많이 사용된다.
콘돔의 꼭대기에는 작은 주머니 모양의 돌기로 된 정액받이가 있어, 이 돌기가 정액을 모아 질에 정액이 도달하지 못하도록 막는다. 콘돔은 성감대인 음경에 직접 장착하는 것이므로, 성적 쾌감을 해치지 않게 하기 위해 약 0.02 mm ~ 0.1 mm 전후의 두께로 매우 얇게 만들어져 있으며, 표면에는 윤활제가 도포되어 있으므로, 인체에 무해하고, 보습 효과가 뛰어난 히알루론산이나 원활한 삽입을 위해 수분 함량이 많은 천연 알로에 젤리가 함유된 제품도 있다.

## 장점
콘돔은 부작용이 없는 피임 방법이며, 점막의 접촉을 차단하기 때문에, 피임뿐만 아니라 성병 예방에도 어느 정도 효과가 있다.

## 단점
콘돔이 완벽한 피임 방법처럼 알고 있는 사람들도 있지만, 완벽한 피임 방법이란 없다. 체외 사정법과 마찬가지로 완벽한 피임 방법이 아니며, 여성용 콘돔인 페미돔도 있지만 실패율이 더 낮을 뿐이지 이 또한 마찬가지로 완벽한 피임 방법은 아니다.
미국 식품의약국에 따르면 남성용 콘돔의 실패율은 11% 이상에 이른다고 한다. 이중 대부분이 잘못된 사용 방법으로 인하여 피임에 실패하지만, 과격한 체위 등으로 인해 찢어지는 등의 원인으로 인해 실패하는 경우도 많다. 이를 방지하기 위해서는 콘돔 뿐만 아니라 다른 피임 방법도 같이 사용하는 것이 권장된다.
천연 라텍스 재질일 경우 개인에 따라 알러지 반응이 일어 날 수 있다. 이럴 경우 인조고무 재질의 제품으로 대체하자.

## 논란과 비평
비록 콘돔이 과학적으로 봤을 때 성 건강 전문가들에 의해 여러 가지 이점이 입증되었기는 하지만, 여전히 종교적인 관점으로 바라볼 때나 과학적인 관점에서 바라볼 때 비판적인 시각 또한 존재한다.

### 종교적 관점

#### 가톨릭교회
가톨릭교회는 모든 종류의 혼외정사를 단호하게 반대한다. 《한국 천주교 주교회의 생명운동 지침》에 따르면, 성행위는 “혼인 안에서 남자와 여자가 죽을 때까지 서로에게 자신을 온전히 내어주는 부부 사랑의 표현과 자녀 출산의 목적으로만 허용되어야 한다.”라면서 성을 상품화하거나 성폭력과 성희롱 등의 성범죄, 성행위와 출산을 분리하여 성적 쾌락을 즐기는 행위를 단죄하고 있다. 더불어 직접적이고 의도적인 행동(가령 임신 중절 수술이나 폭력으로 인한 낙태)이나 특수한 도구(콘돔 등)의 힘을 빌려 임신의 기회를 박탈하거나 줄이는 행위 역시 교회는 반대한다.
가톨릭 교리상 성적 접촉으로 감염되는 성병을 예방하기 위해 콘돔을 사용하는 것에 대해 아직까지 명확하게 규정된 것은 없으며, 오늘날까지 가톨릭 고위 성직자들 및 신학자들 사이에서 논쟁의 대상이 되고 있다. 벨기에의 추기경 고드프리드 다넬스와 같은 몇몇 사람들은 가톨릭교회가 성병, 특히 에이즈와 같은 심각한 전염병을 예방하는 차원에서 콘돔을 사용하는 것은 허용해야 한다고 생각한다. 하지만 콘돔 사용을 허용하고 장려하는 것은 책임 없는 무분별한 성관계를 조장하고, 따라서 실질적으로 성병 감염이 증가할 것이며, 따라서 순결만이 성병 예방에 최선이라는 것이 바티칸의 성명서를 포함한 대다수 가톨릭교도들의 견해이다. 최근에 이러한 견해는 2009년 교황 베네딕토 16세에 의해 재확인되었다.
가톨릭교회는 아프리카에 유행하고 있는 에이즈를 퇴치하기 위해 수백 가지 계획과 운동을 실시하고 있지만, 콘돔 사용에 대해서만큼은 가톨릭교회가 확고하게 반대하고 있어 상당한 논쟁거리가 되고 있다.
멕시코의 하비에르 로사노 바라간 주교는 “교회는 계속해서 성을 절제하는 미덕을 옹호해야 한다.”라면서 “순결의 개념이 요즘에는 진부한 것으로 치부되고 있지만, 에이즈 예방 수단으로는 최선책”이라고 밝혔다. 바라간 주교는 에이즈 감염으로 해마다 수백만 명이 죽어가고 있다는 점에서 교회의 콘돔 반대가 세간으로부터 비난의 대상이 되고 있다는 점을 인식하면서도 “사람들이 성행위의 목적을 출산보다는 쾌락에 두고, 자신의 행동에 책임을 져야 하는 의무감을 떨쳐버리는 현실이 오늘날 우리의 자화상”이라고 개탄했다.

## 비유

### 콘돔 드립
더럽고 추악한 사람에게 콘돔 드립을 많이 쓴다. 특히 연예인이 사고를 치면 그 연예인의 부모가 콘돔을 미사용해서 그 양아치 연예인이 싸질러졌다는 의미에서 콘돔 드립을 쓴다.

## 같이 보기
- 피임
- 콘돔 판매기
- 오카모토
- 사가미고무공업
- 치아 댐